# James A. Miller
James A. Miller (Dormont, Pensilvânia, 1915 — 24 de dezembro de 2000) foi um bioquímico estadunidense. Conhecido por pesquisas fundamentais sobre os mecanismos químicos do surgimento do câncer por carcinógenos, trabalhando em estreita colaboração com sua mulher Elizabeth Cavert Miller.
Em 1980 recebeu com sua mulher o Prêmio Charles S. Mott.